# فابيو مارانغون
فابيو مارانغون (بالإيطالية: Fabio Marangon)‏ هو لاعب كرة قدم إيطالي في مركز الدفاع، ولد في 4 يناير 1962 في كوينتو دي تريفيزو في إيطاليا. لعب مع نادي ألساندريا ونادي تريستينا وهيلاس فيرونا ويوفنتوس.